# Spindasis eslicolor
Spindasis eslicolor is een vlinder uit de familie van de Lycaenidae. De wetenschappelijke naam van de soort is voor het eerst geldig gepubliceerd door Elwes.